# Miyu Murashima
Miyu Murashima, japanska: 村島未悠, född 27 augusti 1998 i Osaka prefektur i Japan, är en japansk gravyridol och skådespelare. Hon var tidigare medlem av gruppen CHERRSEE.